# محرك كهرضغطي
المحرك الكهرضغطي أو الكهربائي الضغطي (بالإنجليزية: Piezoelectric motor) هو نوع من المحركات الكهربائية التي تعتمد فكرة تغير شكل المادة الكهرضغطية عند تطبيق حقل كهربائي. تستفيد المحركات الكهرضغطية من التأثير الكهرضغطي العكسي حيث تولد المادة ذبذبات صوتية أو فوق صوتية تؤدي إلى توليد حركة خطية أو دورانية.